# Wawrzyniec Han I-hyŏng
Wawrzyniec Han I-hyŏng (kor. 한이형 라우렌시오; ur. w 1798 albo 1799; zm. 20 września 1846) – koreański święty Kościoła katolickiego, katechista, męczennik.
Wychowywał się bardzo religijnej rodzinie. Był katechistą; aresztowano go w czasie prześladowań chrześcijan, i trafił do więzienia w Seulu, tam próbowano go zmusić do wyrzeczenia się wiary. Został uduszony w więzieniu 20 września 1846 roku.
Beatyfikował go papież Pius XI w dniu 5 lipca 1925 roku, a kanonizował go papież Jan Paweł II w pierwszej od 1369 roku takiej uroczystości zorganizowanej poza Rzymem w Korei dniu 6 maja 1984 roku, w grupie 103 koreańskich męczenników.
Wspominany jest 20 września z sześcioma innymi męczennikami (Piotrem Nam Kyŏng-mun, Zuzanną U Sur-im, Józefem Im Ch’i-p’ek, Teresą Kim Im-i, Agatą Yi Kan-nan i Katarzyną Chŏng Ch’ŏr-yŏm).